# Joseph Rambaud
Pour les articles homonymes, voir Rambaud.
Joseph Rambaud, né le 18 août 1849 à Lyon et mort le 28 mars 1919 dans la même ville, est un professeur, économiste et homme d'affaires français. En 1879, il fonde le quotidien catholique Le Nouvelliste de Lyon. 

## Biographie
Joseph Rambaud est issu d'une vieille famille lyonnaise, descendante et alliée des familles de soyeux et d'échevins lyonnais, il incarne ces familles fortunées, chrétiennes qui s'investiront au sein de la société, à l'instar d'Édouard Aynard qui incarnera une sensibilité plus progressiste.
Élève des Jésuites de Mongré à Villefranche-sur-Saône de 1866 à 1869, il s'engage comme zouave pontifical en 1870, avant de suivre des études de droit et de lettres à Paris. Grand propriétaire terrien, actionnaire et administrateur des mines de Firminy, des forges de Terrenoire, après avoir été avocat quelques années, il se consacre à l'enseignement et participe à la création de la Faculté catholique de Lyon en 1875.  
Titulaire d'une chaire de droit romain dès 1876, il enseigne le droit criminel et la législation financière, puis crée à partir de 1885 un cours d'économie politique. Il sera titulaire de la première chaire d'économie politique à Lyon, et la deuxième de France. Attaché aux valeurs sociales de l'Église, alors qu'est publiée l'encyclique Rerum Novarum en 1891, il développe une pensée économique indépendante, refusant d'entrer dans les courants traditionnels socialistes ou libéraux et demeure inclassable. Le 6 juin 1914, il est élu membre correspondant à l'Académie des sciences morales et politiques. 
Souhaitant mettre sa fortune au service de ses idées, il fonde en 1879 le journal politique quotidien Le Nouvelliste de Lyon qui concurrence les progressistes Petit Lyonnais et Lyon Républicain, et va le diriger pendant 40 ans. Ce journal qui devait essaimer de Lyon dans plusieurs autres régions françaises atteindra plus de 100 000 exemplaires et sera ensuite dirigé par son fils Régis (et dépassera 200 000 exemplaires entre les deux guerres). Il défend les valeurs chrétiennes sans être lié à un quelconque parti politique. Joseph Rambaud y est "un doctrinaire intransigeant qui associe un libéralisme économique à la Le Play à une vision religieuse de l'ordre du monde".
Il est membre de la Congrégation des Messieurs de Lyon et est très actif dans les milieux catholiques lyonnais. Sous la Troisième République, il soutient l'enseignement libre et contribue à créer la société civile de l'Externat Saint-Joseph pour mettre les biens immobiliers à l'abri des attaques républicaines.
Maire de Vaugneray de 1882 à 1892, il se présente sans succès aux élections cantonales en 1886 contre Auguste Ferrouillat, propriétaire du Lyon Républicain.

### Mariage et famille
Apparenté à Pierre-Thomas Rambaud, baron d'Empire, il est aussi le neveu de Frédéric Ozanam.
En 1872, il épouse Claudine Berloty, descendante de Benoit Coste apparentée à Pauline Jaricot, dont il a douze enfants, dont notamment Régis Rambaud (maire d'Yzeron et conseiller général) qui dirigera à sa suite Le Nouvelliste, et Henri Rambaud, professeur de lettres, journaliste et écrivain.  Il est le grand-père du carme Philippe de la Trinité et l'arrière-grand-père de Claire de Castelbajac.

## Décorations
Il est décoré de la Légion d'honneur et commandeur de l'ordre de Saint-Grégoire-le-Grand.

## Œuvres
- Des donations entre époux, Thèse de doctorat, 1875
- Le droit criminel romain dans les actes des martyrs, 1885
- Ce qu'il faut faire face en face des Lois Brisson, simples considérations présentées aux congrégations religieuses par un catholique 1891, Imprimerie Jevain
- Éléments d'économie politique, Paris et Lyon, 1894
- Histoire des doctrines économiques, Paris et Lyon, 1899
- Histoire des doctrines économiques, Paris et Lyon, 1899
- Cours d'économie politique, Paris et Lyon, 1910
- Le songe du frère Lai, Lyon,

Il écrira de nombreux articles de droit, d'économie et de société dans les revues L'Université catholique (Les banqueroutes de l'ancien régime de 1700 à 1789, 1890 ; Le socialisme et les lois économiques 1891 ; L'idée de Dieu dans l'ordre économique, 1902 ; Christianisme et solidarité, 1906); La critique du libéralisme (Les catholiques de M. l'abbé Calippe, 1er septembre 1911; Le pacifisme chrétien, 15 septembre 1912 ; Le sens social, 15 août 1913 ; La valeur, le travail et le salaire d'après le discours de Sarlat, 15 septembre, 1er et 15 octobre, 1er décembre 1913).
Il écrit régulièrement dans le quotidien qu'il crée, Le Nouvelliste de Lyon, sans signer et écrira également de nombreuses critiques littéraires sous le pseudonyme de M. Tramoy.